# داخل إم إم إيه
داخل أم أم أيه (بالإنجليزية: Inside MMA)‏ كانت مجلة إخبارية مباشرة لفنون القتال المختلطة، تم بثها على أي أكس أس تي في [الإنجليزية]، مباشرة بعد البث المباشر لشبكة أي أكس أس تي في فايتس [الإنجليزية].

## وصلات خارجية
- الموقع الرسمي
- داخل أم أم أيه  في قاعدة بيانات الأفلام على الإنترنت (بالإنجليزية)